# Shi Zhongci
Dans ce nom chinois, le nom de famille, Shi, précède le nom personnel.
Shi Zhongci (en chinois : 石钟慈, né le 5 décembre 1933 et mort le 13 février 2023), aussi connu sous le nom de Zhong-Ci Shi, est un mathématicien de république populaire de Chine, spécialiste en calcul et académicien de l'Académie chinoise des sciences.

## Carrière
Shi Zhongci est né à Ningbo dans la province du Zhejiang le 5 décembre 1933. En 1955, il est diplômé de la Ningbo Middle School. Il a d'abord étudié les mathématiques au département de mathématiques de l'Université du Zhejiang, sous la direction du Professeur Su Buqing. Shi Zhongci a ensuite été transféré à l'Université Fudan en même temps que Su Buqing.
Après avoir obtenu son diplôme du département de mathématiques de l'Université de Fudan en 1955, Shi est devenu le premier chercheur chinois invité en Union soviétique, et a étudié les mathématiques appliquées à l'Institut de mathématiques Steklov à Moscou de 1956 à 1960.
À son retour en 1960, Shi Zhongci travaille à l'institut de technologie numérique de l'Académie chinoise des sciences. De 1965 à 1986, il est professeur au département de mathématiques de l'Université de sciences et technologie de Chine. De 1987 à 1991, il est directeur du centre de calcul de l'Académie chinoise des sciences. À partir de 1997, Shi Zhongci est le doyen du Collège des Sciences, de l'Université Jiao-tong de Shanghai. Par la suite[Quand ?], il fut chercheur au centre de calcul de l'Académie chinoise des sciences et le directeur national du laboratoire de calcul scientifique et pour l'ingénierie, ainsi que vice-doyen de la faculté des sciences de l'Université de Zhejiang et chercheur au Centre des sciences mathématiques de l'université du Zhejiang.

## Postes
Shi Zhongci est président de la commission académique du Laboratory of Scientific and Engineering Computing (LSEC), président de la commission académique de l'Institute of Computational Mathematics and Scientific/Engineering Computing (ICMSEC), Chef de mission du Projet national clé pour la recherche fondamentale.

## Publications
- Agent computing and multi-agent systems : 9th Pacific Rim international workshop on multi-agents, PRIMA 2006, Guilin, Chine, 7-8 août 2006 : proceedings.
- Automated reasoning : proceedings of the IFIP TC12/WG12.3 International Workshop on Automated Reasoning (Pékin, R. P. Chine, 13-16 juillet 1992).
- Computational mathematics in China.
- Intelligent information processing II.
- Intl. Conf. on Boundary and Interior Layers (5th : 1988 : Shanghai, Chine). BAIL V, 1988.
- Mathematical theory of elastic structures.
- Numerical treatment of multiphase flows in porous media : proceedings of the international workshop held at Beijing, Chine, 2-6 août 1999.